# Шейнкер, Вениамин Наумович
 Вениами́н Нау́мович Ше́йнкер  (29 июля 1925 года, Ростов-на-Дону — 17 ноября 2003 года, Новгород) — советский и российский литературовед, доктор филологических наук (1973), профессор. Участник Великой Отечественной войны.

## Биография
Родился 29 июля 1925 года в Ростове‑на‑Дону. Перед войной экстерном окончил школу, после чего поступил на физико-математический факультет Ростовского университета. С началом Великой Отечественной войны обращался в военкомат с просьбой о призыве в армию. В начале 1943 года был призван и получил направление на учёбу в Харьковское артиллерийское училище.
Получив звание младшего лейтенанта, уехал на 1-й Украинский фронт в 289 гвардейский истребительный противотанковый артиллерийский полк. Был назначен начальником связи полка. В составе полка в ноябре 1943 года участвовал в Киевской наступательной операции. В ходе боев за Днепр был ранен, после лечения в госпитале добился возвращения в свой полк, который был уже в составе 2-го Белорусского фронта. Но ранение дало о себе знать и В. Шейнкер вновь попал в госпиталь.
После лечения В. Шейнкер, хорошо знавший немецкий язык, был назначен переводчиком в разведгруппу 10-го артиллерийского корпуса 1-го Украинского фронта. В его составе в 1944 году В. Шейнкер в июле — августе 1944 года принимал участие в Львовско-Сандомирской операции по освобождению областей Украины и Польши.
В 1946 году, после демобилизации, В. Н. Шейнкер поступил на романо-германское отделение филологического факультета Ленинградского государственного университета. В 1951 году, после окончания университета, один год работал учителем английского и немецкого языка в школе рабочей молодежи в Ленинграде.
Без обучения в аспирантуре и докторантуре В. Н. Шейнкер подготовил и защитил кандидатскую диссертацию по теме «Романы Тобайаса Смоллетта» (1958), а затем докторскую диссертации — по теме «Исторический роман Фенимора Купера и некоторые проблемы американской литературы первой половины XIX века» (1976). Дальнейшая его научно-педагогическая деятельность связана с Мурманским педагогическим институтом, Ивановским государственным университетом и с Новгородским государственным университетом.
В 1956—1978 годах работал в Мурманском педагогическом институте (МГПИ) на должностях: старший преподаватель, доцент, профессор кафедры литературы, декан историко-филологического факультета (1962—1964). В 1978—1988 годах был зав. кафедрой зарубежной литературы Ивановского государственного университета. В 1988—2003 годах работал в Новгородском государственном университете имени Ярослава Мудрого в Великом Новгороде, где стал основателем школы американистики.
Область научных интересов: литература английского Просвещения (Д. Ф. Купер, В. Скотт), американский романизм (Готорн и Фолкнер) и его влияние на последующую литературу.
Член-корреспондент Академии Высшей школы, под его руководством защищены 12 кандидатских диссертаций.
Скончался 17 ноября 2003 года в Новгороде.

## Награды
- Орден Красной Звезды.
- Орден Великой Отечественной войны I степени.
- 12 медалей, включая: «За взятие Берлина» и «За освобождение Праги».

## Труды
Вениамин Наумович Шейнкер является автором около 80 научных работ, в том числе краеведческие книги — Ш. «Горький в Заполярье» (Мурманск, 1961) и «Кольский край в литературе» (Мурманск, 1962).
- Шейнкер В. Н. Романы Д. Ф. Купера о Кожаном Чулке: Монография. Мурманск, 1971.
- Шейнкер В. Н. Исторический роман Купера, его истоки и своеобразие: Монография. Иваново, 1981.
- Шейнкер В. Н. Джеймс Фенимор Купер//История литературы США: В 5 т. М., 1999. Т.2. Литература эпохи романтизма. С. 97-152.
- Шейнкер В. Н. Кольский край в литературе (русской и зарубежной): Монография. Мурманск, 1962.
- Шейнкер В. Н. Роман В. Скотта "Пират// Собр.соч. В.Скотта в 20 т. Т.12. М., 1963.
- Шейнкер В. Н. Романы Купера о Кожаном Чулке и некоторые вопросы американского романтизма// Уч. зап. Ленинградского пединститута им Герцена, 1968. Т.427.
- Шейнкер В. Н. Исторический роман Купера «Лоцман» как произведение маринистского жанра// Уч. зап. Ленинградского пединститута им. Герцена. 1971. Т.507.
- Шейнкер В. Н. «Северные рассказы» Джека Лондона, их герой и читатель// Детская литература. 1976. № 12.
- Шейнкер В. Н. Рождение республики// Звезда. 1951. № 2.
- Шейнкер В. Н. Наследие Фенимора Купера и литературоведение// Уч. зап. Ленинградского пединститута им. Герцена. Т.507. 1971.
- Шейнкер В. Н. «Ни к черту не годное общество» (Курт Воннегут и его роман «Да благословит вас бог, мистер Розуотер») // Литературное обозрение. 1978. № 3.
- Шейнкер В. Н. Историческая достоверность и символика в новелле Натаниэля Готорна «Кроткий мальчик»// Филологические науки. 1979.№ 4.
- Шейнкер В. Н. Купер// Лермонтовская энциклопедия. М., 1981. Т.1
- Фольклорная традиция США и национальное своеобразие новелл В. Ирвинга («Легенда Сонной Лощины»// Национальная специфика произведений зарубежной литературы XIX—XX вв. Мировоззрение и поэтика). Иваново, 1982.
- Шейнкер В. Н. Национальная традиция и поэтика пейзажа в романе Натаниэля Готорна «Алая буква»// Национальная специфика произведений зарубежной литературы XIX—XX вв. Мировоззрение и поэтика). Иваново, 1983.
- Шейнкер В. Н. Готорн и Фолкнер: к постановке проблемы// Национальная специфика произведений зарубежной литературы XIX—XX вв. (нац. Традиция и поэтика). Иваново, 1984.
- Шейнкер В. Н. Роман Э. Доктороу «Рэгтайм» и музыка// Национальная специфика произведений зарубежной литературы XIX—XX вв. Эстетика и поэтика. Иваново, 1985.